# Christopher Condent

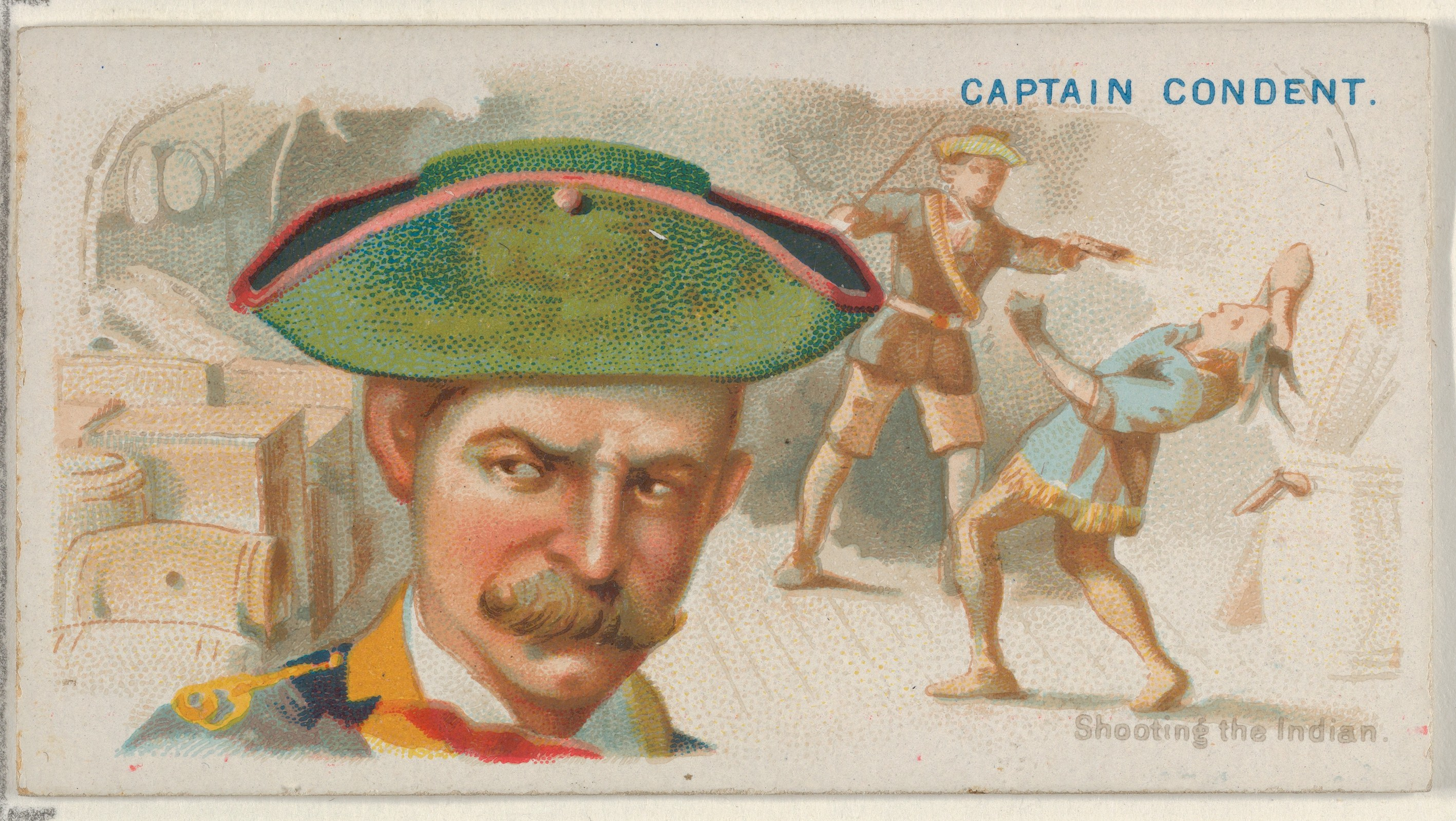
Christopher Condent, Shooting the Indian, från the Pirates of the Spanish Main series (N19) for Allen & Ginter Cigarettes.

Christopher Condent, född i Plymouth, Devon i sydvästra England, död 1734, var en engelsk pirat.
Christopher Condent var känd under flera efternamn: Condent, Congdon, Coudon, Connor eller Condell. Han är kanske mest känd under namnet "Billy One-Hand".
Condent reste med sin besättning längs med Afrikas sydvästra kust, där de sedermera angrep och kapade ett holländskt örlogsfartyg. De döpte om fartyget till The Fiery Dragon och seglade förbi Godahoppsudden och nådde sedan Arabiska havet. De lade sedan beslag på en stor förmögenhet som fanns ombord på ett fartyg, vars last tillhörde mogulriket. Condent med sin besättning reste sedan tillbaka till sin bas i Sainte-Marie i Madagaskar, dit de ankom i april 1719.